# Comuna Vânători, Mehedinți
Vânători este o comună în județul Mehedinți, Oltenia, România, formată din satele Roșiori și Vânători (reședința).

## Demografie
Componența etnică a comunei Vânători
     Români (95,21%)
     Alte etnii (0%)
     Necunoscută (4,79%)
Componența confesională a comunei Vânători
     Ortodocși (94,8%)
     Alte religii (0,16%)
     Necunoscută (5,05%)
Conform recensământului efectuat în 2021, populația comunei Vânători se ridică la 1.922 de locuitori, în scădere față de recensământul anterior din 2011, când fuseseră înregistrați 1.964 de locuitori. Majoritatea locuitorilor sunt români (95,21%), iar pentru 4,79% nu se cunoaște apartenența etnică. Din punct de vedere confesional, majoritatea locuitorilor sunt ortodocși (94,8%), iar pentru 5,05% nu se cunoaște apartenența confesională.

## Politică și administrație
Comuna Vânători este administrată de un primar și un consiliu local compus din 11 consilieri. Primarul, Dănuț-Narcis Percea[*], de la Partidul Social Democrat, este în funcție din 2016. Începând cu alegerile locale din 2024, consiliul local are următoarea componență pe partide politice:
|  | Partid                          | Consilieri | Componența Consiliului | Componența Consiliului | Componența Consiliului | Componența Consiliului | Componența Consiliului | Componența Consiliului | Componența Consiliului | Componența Consiliului | Componența Consiliului | Componența Consiliului |
|  | ------------------------------- | ---------- | ---------------------- | ---------------------- | ---------------------- | ---------------------- | ---------------------- | ---------------------- | ---------------------- | ---------------------- | ---------------------- | ---------------------- |
|  | Partidul Social Democrat        | 10         |                        |                        |                        |                        |                        |                        |                        |                        |                        |                        |
|  | Alianța pentru Unirea Românilor | 1          |                        |                        |                        |                        |                        |                        |                        |                        |                        |                        |

## Personalități născute aici
- Constantin Ciucă (n. 1941), pugilist.